# Holger Koed
Holger Johannes Koed (født 29. november 1892 i Skørping, død 9. november 1950 i Gentofte) var en dansk økonom og nationalbankdirektør (kgl. direktør) 1949-1950.
Han var søn af sognepræst F.H. Koed (død 1898) og hustru Hansine f. Pødenphant (død 1938), blev student fra Horsens Statsskole 1910 og cand.polit. 1916. Han var assistent i Arbejderforsikringsrådet 1916, sekretær, senere fuldmægtig ved Den overordentlige kommission af 8. august 1914 fra 1917-21, sekretær i Landmandsbank-kommissionen og medarbejder ved kommissionens beretning 1922-24, fuldmægtig i Banktilsynet 1924 (fra 1930 tillige tilforordnet Fondsbørstilsynet, inspektør 1931; formand for Priskontrolrådet 1937 og økonomidirektør i Københavns Kommune 1938.
Koed var medlem af bestyrelsen for Kulimportørernes Reguleringskasse for Demurrage 1918-21, konsulent for Det rådgivende Udvalg af 15. januar 1921 fra 1921-34, eksaminator ved revisoreksamen 1929-S3; sekretær i Det ved lov af 28. april 1931 om Prisaftaler indsatte udvalg 1931-37, konsulent for Udvalget aiigående spiritus- og gærordningen, medlem af Konkurslovkommissionen 1931 -41 og af Handelsministeriets Udvalg til undersøgelse af beskæftigelsesmuligheder i industrien 1934-37, Handelsministeriets tilsynsførende med sukkerordningen 1937-39, censor ved Universitetets statsvidenskabelige eksamen 1937; Formand for Københavns Kommunes regnskabsråd 1939, medlem af Hovedstadskommissionen 1939-48 og af Handelsministeriets Mælkekommission 1939-40; Næstformand i Storkøbenhavns kommunale Mælkeudvalg 1940 og i bestyrelsen for Akts. Storkbhvns Kartoffelcentral 1940-45, formand i bestyrelsen for I/S Storkøbenhavns Mejeriers Likvidationsselskab 1941, medlem al Landsforeningen Dansk Arbejdes Københavnsudvalg 1941, medlem af Skattelovskommissionen af 1937, af Statens Forvaltningskommission af 1946 og af Trustkommissionen.
Medlem af Kommunens Administrationskommission 1939, formand for dennes arbejdsudvalg 1943, mæglingsmand i arbejdsstridigheder 1946. Formand for Socialøkonomisk Samfund 1920-21 og 1927-28; medlem af bestyrelsen for Nationaløkonomisk Forening 1924-30 og 1942-48, for Studentersamfundets oplysningsforening fra 1915, for Arbejdernes Byggeforening fra 1939 og for Københavns Turistforening fra 1949 samt medlem af Akademiet for de Tekniske Videnskaber.
Han skrev: Lovgivning om Bankers Likviditet (1925), Nye Veje for Importreguleringen (1935), afsnittet "I Samfundets Tjeneste" i Bogen om Birck (1944) samt en del tidsskriftartikler om økonomiske og finansielle emner.
10. marts 1918 i Stefanskirken ægtede han Magdalene Elisabeth Ellertsen (25. januar 1890 i København – ), datter af fotograf, senere portrætmaler Hans Christian Ellertsen (1855-1935) og Ingeborg Jensen.
Han er begravet på Solbjerg Parkkirkegård.